# Ardisia cadieri
Ardisia cadieri là một loài thực vật có hoa trong họ Anh thảo. Loài này được Guillaumin mô tả khoa học đầu tiên năm 1944.